# 弗朗西斯·斯梅雷茨基
弗朗西斯·斯梅雷茨基（法語：Francis Smerecki，1949年7月25日—2018年6月7日），法国足球运动员、教练。